# Melancolía (película)
Melancolía (título original: Melancholia) es una película de drama psicológico, ciencia ficción, suspenso, cine arte y apocalíptica de 2011, escrita y dirigida por Lars von Trier, y protagonizada por Kirsten Dunst, Charlotte Gainsbourg, Alexander Skarsgård, Cameron Spurr y Kiefer Sutherland. El filme es una coproducción danesa —a través de la compañía Zentropa—, sueca, francesa y alemana. Se estrenó en el Festival de Cannes, donde Dunst fue galardonada con el premio a mejor actriz.

## Trama
La película comienza con una secuencia introductoria que combina imágenes oníricas de los protagonistas, potentemente respaldadas con la música del preludio de Tristán e Isolda de Richard Wagner, con imágenes del espacio que muestran una colisión en la que la Tierra es absorbida por un planeta mucho más grande. A continuación, la cinta se divide luego en dos partes, llamadas Justine y Claire, respectivamente, en referencia al nombre de las dos hermanas interpretadas por Kirsten Dunst y Charlotte Gainsbourg. 
Justine se centra en la desastrosa boda entre ella y Michael, durante la cual los divorciados padres de la novia mantienen una discusión pública poniendo en evidencia las miserias de la desestructurada familia. Ella, que tiene cada vez más dudas sobre el matrimonio, es de temperamento melancólico, no se entiende con su hermana Claire y se enfada con su jefe antes de acabar abandonando la fiesta. En el patio, advierte una estrella que brilla con más fuerza que de costumbre. John, el marido de Claire, le explica que se trata de la brillante Antares, que más adelante desaparece de la constelación estelar. En el epílogo de la fiesta, el novio da a entender a Justine que después de los incidentes ocurridos no es posible continuar el matrimonio.
La segunda parte, Claire, se centra en la visita de Justine, que atraviesa por una depresión, a la mansión de su hermana y John, quienes tienen un hijo pequeño  llamado Leo. Allí, Justine no tiene fuerzas para llevar a cabo las actividades cotidianas más elementales como comer o tomar un baño, para las que necesita la ayuda de su hermana. Poco a poco, su estado va mejorando.
John, que es aficionado a la astronomía, descubre que la desaparición de Antares se debe a que la estrella ha quedado eclipsada por el planeta errante Melancholia que, según la comunidad científica, pasará muy cerca de la Tierra, pero sin colisionar con ella. Sin embargo, Claire entra en un estado de histeria al estar convencida de que es inminente el fin del mundo, al encontrar dicha información navegando por internet. Sin embargo, cuando el momento de la verdad llega, parece que las previsiones de John eran las correctas ya que Melancholia pasa sin que los dos planetas lleguen a tocarse. Pero la alegría dura poco, pues el planeta regresa, dirigiéndose ahora directamente contra la Tierra.
Claire encuentra el cadáver de John en el establo, que ha decidido suicidarse con pastillas al descubrir la verdad. Sin comunicar la muerte a Justine y Leo, Claire pretende salvar la vida de los tres huyendo, pero Justine transmite calma e indiferencia, subrayando la inutilidad de la huida. Así, una "cueva mágica" hecha por Justine y el pequeño Leo, a modo de tienda armada con palos, les sirve como lugar de espera. El leitmotiv del Tristán wagneriano, con el que daba comienzo la película, vuelve a apoderarse de la banda sonora. En la última imagen Melancholia impacta la Tierra y la pantalla se llena de la luz debido a la explosión.

## Reparto
- Kirsten Dunst como Justine
- Charlotte Gainsbourg como Claire
- Kiefer Sutherland como John
- Charlotte Rampling como Gaby
- Cameron Spurr como Leo
- John Hurt como Dexter
- Alexander Skarsgård como Michael
- Stellan Skarsgård como Jack
- Brady Corbet como Tim
- Udo Kier como el organizador de bodas

## Comentarios
En un principio, Penélope Cruz fue elegida para el papel de Justine. Sin embargo, abandonó el proyecto para rodar Pirates of the Caribbean: On Stranger Tides, y finalmente lo realizó Dunst.

## Información técnica
Esta película fue rodada con cámaras Arri Alexa, utilizando también un VANT (Vehículo aéreo no tripulado, comúnmente llamado dron) Phantom. El formato de la película es digital, rodada en 35 mm y con una relación de aspecto de 2.35:1.
Los exteriores de la película fueron rodados en Suecia, al sur de la ciudad de Gotemburgo, en el Castillo de Tjolöholm.

## Premios
Festival de Cannes
| Año  | Categoría    | Candidato(a)  | Resultado |
| ---- | ------------ | ------------- | --------- |
| 2011 | Mejor actriz | Kirsten Dunst | Ganadora  |

Premios Sant Jordi
| Año  | Categoría                           | Candidato(a)  | Resultado |
| ---- | ----------------------------------- | ------------- | --------- |
| 2011 | Mejor actriz en película extranjera | Kirsten Dunst | Ganadora  |